# Text masorètic

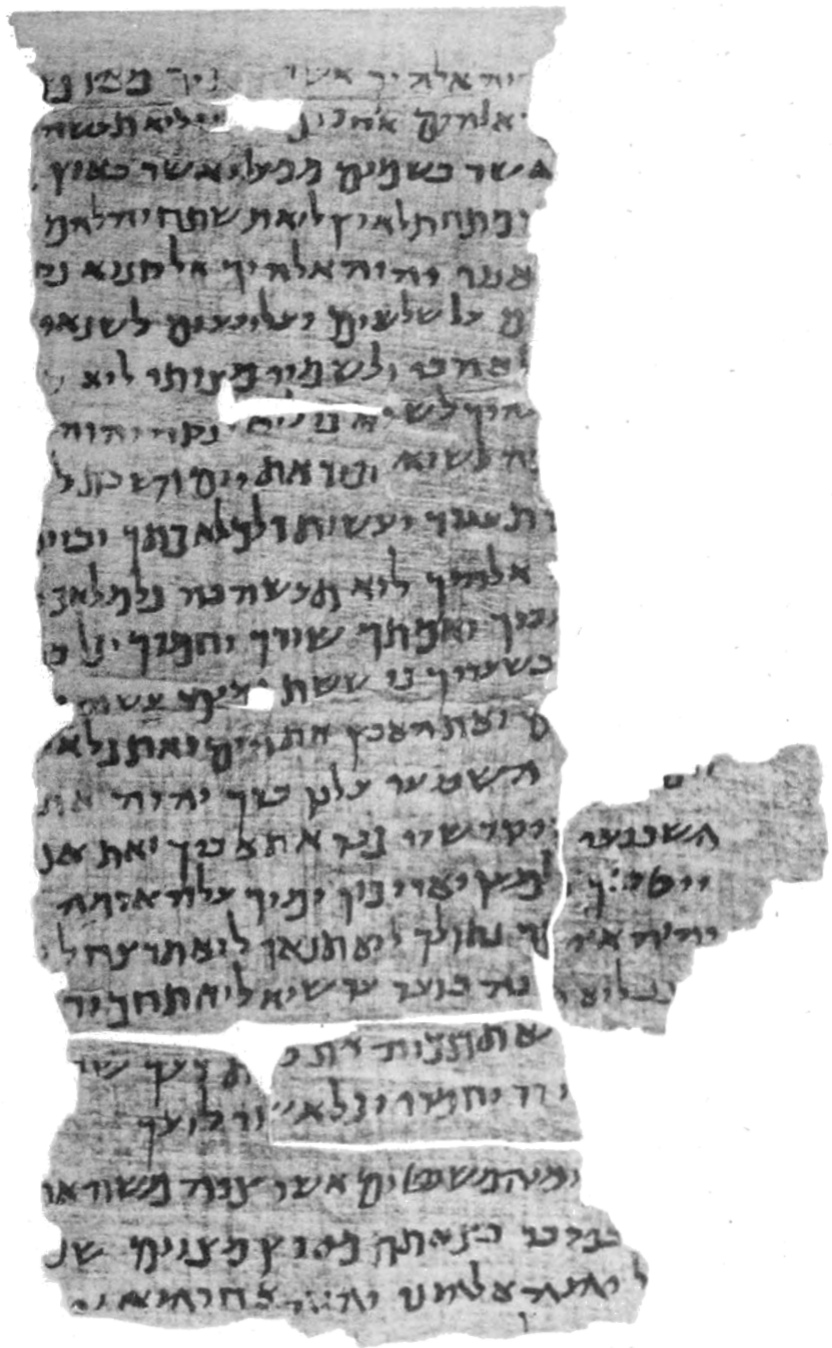
El Papir Nash (segle II)

El Text masorètic ("MT") és un text escrit en hebreu de la Tanakh, utilitzat pel judaisme en la lectura sagrada. Inclou la Torah i altres llibres considerats d'inspiració divina. Fou composta i editada per un grup d'hebreus coneguts com a masoretes entre el segle i i el segle x dC.
Coneguda també com a Bíblia hebrea o Tanakh, es va utilitzar com a base en diverses traduccions protestants de l'Antic Testament. El cànon de l'Església Catòlica, fixada pel Concili de Trento (1545-1563), fa servir per traduir l'Antic Testament a les llengües modernes, una versió coneguda com la Septuaginta, que és la traducció de l'Antic Testament en la llengua grega, que fou patrocinat pel faraó Ptolemeu (287 aC - 247 aC), d'Egipte.
El Text masorètic conté variants, algunes significatives, amb la versió grega anomenada Septuaginta.

## Origen del Nom
Al voltant del segle vi, un grup d'escribes jueus van ser responsables de la recopilació dels textos considerats com inspirats per Déu, que feia servir la comunitat jueva, el grup va ser anomenat "Escola de Massorà". Aquests masoretes van examinar i comparar tots els escrits de la Bíblia coneguts en aquell moment. El resultat d'aquest treball més tard va arribar a conèixer com a Text masorètic.
El terme "masora" ve de l'hebreu mesorah (מסורה, alt. מסורת); masoreta era algú que tenia la tasca de custodiar i preservar la tradició.

## Antiguitat
Els manuscrits més antics complets del Text masorètic venen del segle ix dC., però hi ha fragments més antics que pertanyen a la mateixa família textual. Per exemple, entre els Manuscrits de la mar Morta, els fragments trobats en altres punts del desert de Judea i el Text masorètic, alguns només difereixen en una lletra cada 1000. En canvi altres fragments tenen diferències molt més acusades.

## Història
El Talmud i alguns manuscrits dels caraïtes afirmen que una còpia de referència de la Bíblia hebraica es conservava en el Temple de Jerusalem per ser usada pels copistes; existien a més correctors pagats dels llibres bíblics entre els empleats del temple. Aquesta còpia és esmentada també en la Carta a Aristeas núm. 30; en les afirmacions de Filó (preàmbul de la seva anàlisi de la constitució política dels hebreus) i en Flavi Josep, Contra Apionem I, 8.
Una altra història talmúdica, en referència a temps antics, explica que tres rotlles de la Torà foren trobats en el Temple però eren diferents. La qüestió fou resolta amb una decisió per part d'una majoria, escollint una de les tres versions.

## Masorah numèrica
En l'antiguitat clàssica els escribes eren pagats pel seu treball segons el nombre de textos copiats. Per quantificar la feina feta els escribes comptaven les lletres. A partir d'aquest us es desenvolupà amb el temps la masorah numèrica, que compta i reagrupa els elements del text. La recol·lecció de manuscrits i la importància de les seves diferències ha donat material per la Masorah crítica. La relació estreta que existia (des dels Soferim fins als Amoraim) entre el mestre de la tradició i el masoreta -que moltes vegades eren la mateixa persona- explica la masorah exegètica. Finalment el desenvolupament d'un sistema gràfic d'accentuació i vocalització ha donat peu al naixement de la masorah gramatical.